# ليفينيا نيكسون
ليفينيا هيلين نيكسون (19 مارس 1975) مذيعة وممثلة تلفزيونية أسترالية.
نيكسون هي كبير مذيعي الطقس في ناين نيوز ميلبورن. 

## حياة مهنية
بدأت نيكسون مسيرتها التليفزيونية في عام 1995 في إعلان عن الحليب الخالي من الدسم ثم انضمت إلى GTV-9 في عام 1997. ظهرت في برنامج الأطفال Plucka's Place في عام 1997، قبل أن تنتقل إلى البرنامج الأسترالي الشهير Hey Hey It Saturday كمضيف مشارك، من 1997 حتى إلغاء العرض في أواخر عام 1999. عملت أيضًا في الراديو في Nova 100 في ملبورن واستضافت تحول القيادة على TT FM مع أيد فيليب لمدة 18 شهرًا. خلال هذا الوقت طورت علاقتها على الهواء مع فيليبس، مما أدى بهم إلى استضافة النسخة المجددة من برنامج القرن المسمى Temptation. كانت تعمل في هذا الإصدار بالكامل من عام 2005 حتى أوائل عام 2009.
ظهرت نيكسون أيضًا في Today، Carols by Candelight، Micallef Tonight، شاركت في استضافته Weekend Today، أشياء يجب تجربتها قبل أن تموت، وشاركت في استضافة Logies Red Carpet Arrivals (2008-2012) وشاركت في استضافته اختبار الذكاء مع أيدي ماجواير. لقد قدمت قصصًا لـ Getaway من سويسرا وألمانيا وهولندا وساموا وفرنسا والهند وحول أستراليا.
في عام 2009، ظهرت نيكسون في العرضين الخاصين لم الشمل Hey Hey It Saturday. أدت شعبية العروض الخاصة إلى إحياء Hey Hey It's Saturday في أبريل من العام التالي، حيث استأنفت نيكسون دورها كمضيف مشارك.
كانت نيكسون هي المقدم الرئيسي للطقس خلال أيام الأسبوع ناين نيوز ملبورن منذ 2004.
في عام 2011، حلت ليفينيا محل جاين سيل كمقدمة للطقس في ناين نيوز بعد الظهر. تم إلغاء الإصدار الوطني من أخبار بعد الظهر في عام 2017 واستبداله بالإصدارات المحلية على مستوى الولاية. بدأت في تقديم الطقس في أخبار ملبورن.
في يوليو 2020، انضم نيكسون إلى ناين راديو لاستضافة إفطار نهاية الأسبوع عبر 2UE 954 و Magic 1278 و 4BH 882 و 6GT DAB +.
في تشرين الثاني (نوفمبر) 2020، أعلنت شركة ناين أن نيكسون سيستضيف كارولز من كاندلايت مع ديفيد كامبل. ومع ذلك، نظرًا للقيود الحدودية لـ كوفيد-19، تم الإعلان عن أنها ستقدم مع أيدى ماجواير.

## تعليمها
تلقت نيكسون تعليمها في مدرسة لوريستون للبنات وكذلك في جامعة ديكين.

## الحياة الشخصية
نشأت في ضاحية توراك الثرية بملبورن. 
نيكسون هي سفير لمؤسسة داء السكري الأحداث وورلد فيجن. سافرت أيضًا إلى أجزاء من تايلاند مع وورلد فيجين بعد كارثة تسونامي في ديسمبر 2004.
نيكسون متزوجة ولديها ولدان. 